# La Higuerilla
La Higuerilla es una localidad del estado mexicano de Michoacán. Es parte del municipio de Contepec. Fue fundada el 7 de junio de 1935.

## Demografía
| Gráfica de evolución demográfica |
|                                  |

| Censo | Población |
| ----- | --------- |
| 1940  | 233       |
| 1950  | 309       |
| 1960  | 325       |
| 1970  | 571       |
| 1980  | 542       |
| 1990  | 870       |
| 2000  | 1 016     |
| 2010  | 1 102     |
| 2020  | 1 177     |